# Marie-Soleil Beaudoin
Marie-Soleil Beaudoin (* 30. November 1982 in North Vancouver, British Columbia) ist eine kanadische Fußballschiedsrichterin.

## Karriere
Seit 2014 steht sie auf der FIFA-Liste und leitet internationale Fußballpartien.
Beaudoin war Schiedsrichterin beim Algarve-Cup 2019.
Bei der Weltmeisterschaft 2019 in Frankreich leitete sie mit ihren Assistentinnen Princess Brown und Stephanie Yee Sing aus Jamaika insgesamt vier Partien, darunter das Achtelfinale zwischen Frankreich und Brasilien (2:1 n. V.) und das Halbfinale zwischen den Niederlanden und Schweden (1:0 n. V.).
Im Juli 2022 war Beaudoin bei der CONCACAF W Championship 2022 im Einsatz und leitete bei dieser unter anderem das Spiel um Platz 3 zwischen Costa Rica und Jamaika (0:1 n. V.).
Im Januar 2023 wurde Beaudoin für die Weltmeisterschaft 2023 in Australien und Neuseeland nominiert.

## Einsätze bei Turnieren

### Fußball-Weltmeisterschaft 2019
| Phase        | Datum         | Spielort | Heimmannschaft | Gastmannschaft | Ergebnis             |
| ------------ | ------------- | -------- | -------------- | -------------- | -------------------- |
| Gruppenphase | 8. Juni 2019  | Rennes   | Deutschland    | VR China       | 1:0 (1:0)            |
| Gruppenphase | 17. Juni 2019 | Reims    | Südkorea       | Norwegen       | 1:2 (0:1)            |
| Achtelfinale | 25. Juni 2019 | Le Havre | Frankreich     | Brasilien      | 2:1 n. V. (1:1, 0:0) |
| Halbfinale   | 3. Juli 2019  | Lyon     | Niederlande    | Schweden       | 1:0 n. V.            |

### Fußball-Weltmeisterschaft 2023
| Phase        | Datum         | Spielort | Heimmannschaft | Gastmannschaft | Ergebnis  |
| ------------ | ------------- | -------- | -------------- | -------------- | --------- |
| Gruppenphase | 22. Juli 2023 | Perth    | Dänemark       | VR China       | 1:0 (0:0) |
| Gruppenphase | 30. Juli 2023 | Auckland | Norwegen       | Philippinen    | 6:0 (3:0) |